# آندری ودرنیکوف
آندری ودرنیکوف (روسی: Андрей Георгиевич Ведерников؛ زادهٔ ۱ اکتبر ۱۹۵۹ – درگذشته ۲۹ فوریه ۲۰۲۰) دوچرخه‌سوار اهل اتحاد جماهیر سوسیالیستی شوروی بود.
وی در مسابقات کشوری و بین‌المللی در مجموع برندهٔ ۱ مدال طلا شده‌است.